# جوي مورتون
جوي مورتون (بالإنجليزية: Joy Morton)‏ هو شخصية أعمال أمريكي، ولد في 27 سبتمبر 1855 في نبراسكا سيتي في الولايات المتحدة، وتوفي في 9 مايو 1934 في ليسل في الولايات المتحدة.